# Bergkulla, Nummis
Bergkulla är före detta prästgård i Nummis i det finländska landskapet Nyland. Prästgården har fungerat som tjänstebostad för kaplaner och kyrkoherdar i Nummis. Prästgården kallas också Nummis gamla prästgård. 

## Historia
Greven Gustaf Mauritz Lewenhaupt i Raseborgs grevskap donerade Bergkulla till Nummis kapellförsamling år 1680. Den första prästen som flyttade till gården hette Henrik Jakob Talpaeus. Bergkullas sista invånare var kyrkoherden Lauri Kustaa Antti Halttunen. Man hade byggt en ny prästgård närmare Nummis kyrka på 1950-talet och kyrkoherden Halttunen flyttade dit från Bergkulla år 1955. År 1956 såldes Bergkulla till en privatperson.
Tidigare har Bergkulla kallats med namnet Rasu.